# Cherogene
Il cherogene (o kerogene) è una miscela di composti chimici organici che costituiscono una porzione della materia organica nelle rocce sedimentarie. È insolubile nei normali solventi organici a causa dell'enorme peso molecolare (più di 1.000 dalton) dei composti costituenti. La porzione solubile è nota come bitume. Quando è riscaldato alle giuste temperature nella crosta terrestre (finestra del petrolio ca. 60–160 °C, finestra del gas ca. 150–200 °C, entrambe dipendenti dalla rapidità con la quale la roccia madre è riscaldata), alcuni tipi di cherogene liberano petrolio o gas naturale, che sono particolari combustibili fossili. Quando tali cherogeni sono presenti in alta concentrazione in rocce come gli scisti formano possibili rocce madri. Gli scisti ricchi di cherogeni che non sono stati riscaldati ad alta temperatura per liberare i loro idrocarburi potrebbero formare depositi di scisto bituminoso.
Il nome "cherogene" fu introdotto dal chimico organico scozzese Alexander Crum Brown nel 1912.

## Formazione del cherogene
Alla morte di alcune specie di materia vivente, come diatomee, plancton, spore e pollini, la materia organica comincia a subire una decomposizione o degradazione. In questo processo di disgregazione (che è fondamentalmente l'inverso della fotosintesi), i grandi biopolimeri delle proteine e dei carboidrati cominciano un processo di demolizione parziale o totale della catena polimerica. I risultanti blocchi di peso molecolare inferiore, possono combinarsi insieme per formare nuovi polimeri definiti geopolimeri. Questi geopolimeri sono i precursori del cherogene.
La formazione dei geopolimeri in questo modo spiega i grandi pesi molecolari e le diverse composizioni associate al cherogene. I geopolimeri più piccoli sono gli acidi fulvici, i geopolimeri intermedi sono gli acidi umici, e i geopolimeri più grandi sono le Humine. Quando la materia organica è depositata contemporaneamente al materiale geologico, la successiva sedimentazione e la progressiva sepoltura o il sovraccarico forniscono una pressione e un gradiente di temperatura significativi. Quando i geopolimeri sono sottoposti a pressioni geotermiche sufficientemente elevate per tempi geologici sufficientemente lunghi, cominciano a subire una serie di peculiari cambiamenti che li può portare a diventare cherogene. Tali cambiamenti sono indicativi dello stadio di maturità di un particolare cherogene.
Questi cambiamenti includono la perdita di idrogeno, ossigeno, azoto e zolfo, che porta alla perdita di altri gruppi funzionali che promuove un'ulteriore isomerizzazione e aromatizzazione associate a profondità o interramento crescenti. L'aromatizzazione poi consente un ordinato impilamento molecolare in lamine, il che a sua volta aumenta la densità molecolare e le proprietà di riflettanza vetrinitica, nonché cambiamenti nella colorazione delle spore, che vanno tipicamente dal giallo all'arancione, al marrone e infine al nero al crescere della profondità.

## Composizione
Poiché il cherogene è una miscela di materiale organico, piuttosto che una specifica sostanza chimica, non gli si può attribuire una formula chimica. In realtà la sua composizione chimica può variare distintamente da un campione all'altro. Il cherogene dal deposito di olio bituminoso della Green River Formation del Nord America occidentale contiene elementi nelle proporzioni carbonio 215  : idrogeno 330  : ossigeno 12  : azoto 5  : zolfo 1.

## Tipi
Il cherogene labile degrada per formare gli idrocarburi pesanti (ad esempio petroli), il cherogene refrattario degrada per formare gli idrocarburi leggeri (ad esempio gas naturale), il cherogene inerte forma la grafite.
Un diagramma di Van Krevelen è un esempio di classificazione dei cherogeni, in cui essi tendono a formare gruppi confrontando i rapporti dell'idrogeno con il carbonio e dell'ossigeno con il carbonio.

### Tipo I
- Contenente alginite, materia organica amorfa, cianobatteri, alghe di acqua dolce e resine di piante terrestri
- Rapporto idrogeno:carbonio > 1,25
- Rapporto ossigeno:carbonio < 0,15
- Mostra grande tendenza a produrre rapidamente idrocarburi liquidi
- Deriva principalmente da alghe lacustri e si forma soltanto in laghi anossici e in parecchi altri ambienti marini insoliti
- Ha poche strutture cicliche o aromatiche
- Formato principalmente da proteine e lipidi.

### Tipo II
- Rapporto idrogeno:carbonio < 1,25
- Rapporto ossigeno:carbonio da 0,03 a 0,18
- Tende a produrre una miscela di gas e petrolio
- Parecchi tipi:
  - Sporinite: formata dai rivestimenti di pollini e spore
  - Cutinite: formata dalle cuticole di piante terrestri
  - Resinite: formata dalle resine di piante terrestri e da quelle della decomposizione animale
  - Liptinite: formata dai lipidi di piante terrestri (molecole idrofobe solubili nei solventi organici) e di alghe marine

Hanno tutti grandi tendenze a produrre petrolio e sono tutti formati da lipidi depositati in condizioni riducenti.

### Tipo II – zolfo
- Simile al tipo II ma con alto tenore di zolfo.

### Tipo III
- Rapporto idrogeno:carbonio < 1
- Rapporto ossigeno:carbonio da 0,03 a 0,3
- Il materiale è compatto, e assomiglia al legno o al carbone
- Tende a produrre carbone e gas (ricerche recenti hanno mostrato che il cherogene di tipo III può effettivamente produrre petrolio in condizioni estreme)
- Ha bassissimo contenuto di idrogeno a causa degli estesi sistemi ad anello e aromatici

Il cherogene di tipo III è formato da materiale di piante terrestri che manca di lipidi o materiale ceroso. Si forma dalla cellulosa, il polimero carboidrato che forma la struttura rigida delle piante terrestri, dalla lignina, un polimero non carboidrato formato da unità di fenil-propano che lega insieme le stringhe di cellulosa, e dai terpeni e composti fenolici della pianta.

### Tipo IV (residuo)
- Rapporto idrogeno:carbonio < 0,5

Il cherogene di tipo IV contiene perlopiù materia organica decomposta sotto forma di idrocarburi policiclici aromatici. Non hanno potenziale per produrre idrocarburi.

## Origine del materiale

### Materiale terrestre
Il tipo di materiale è difficile da determinare ma si possono notare parecchi modelli evidenti.
- I materiali oceanici o lacustri spesso soddisfano le classificazioni dei cherogeni di tipo III o IV.
- I materiali oceanici o lacustri depositati in condizioni anossiche spesso formano cherogeni di tipo I o II.
- La maggior parte delle piante superiori di terra produce cherogeni di tipo III o IV.
- Alcuni carboni contengono cherogene di tipo II.

### Materiale extraterrestre
- I meteoriti di condriti carbonacee contengono componenti simili al cherogene.[7] Si pensa che tale materiale abbia formato i pianeti terrestri.
- Anche nelle nuvole e nella polvere interstellari intorno alle stelle sono stati rilevati materiali cherogenici.[8]